# 安中教会
日本基督教団安中教会（にほんキリストきょうだんあんなかきょうかい）は、群馬県安中市安中にある元日本組合基督教会の教会で、現在は日本基督教団の教会。新島襄記念会堂。

## 前史

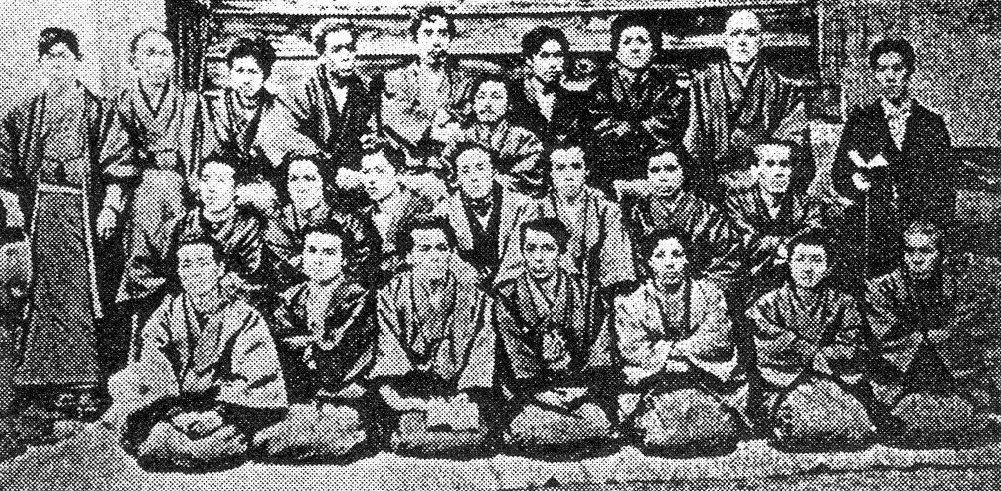
1878年（明治11年）3月30日に安中教会で最初に洗礼を受けた人々

1864年（元治元年）7月、新島襄は、函館から密出国し、アメリカでキリスト教に入信して、ボストンの教会で按手礼を受けた。新島はアメリカン・ボードの宣教師補となり、キリスト教主義学校設立のために、1874年（明治7年）11月に帰国した。
帰国した新島は、最初に父母が住む上州安中に赴き伝道を行った。新島は3週間の滞在中、安中学校と龍昌寺を会場にキリスト教を講義した。新島の講義は高い関心を集め、元安中藩士ら30名は金を集めて新島にキリスト教の書物購入を依頼し、翌1875年（明治8年）1月から中国語訳聖書を用いて聖書会読の集まりを行うようになった。1877年（明治10年）、安中と書簡のやりとりをしていた新島のもとに、夏期伝道師を送ってほしいとの依頼があり、同志社英学校の学生・海老名喜三郎（弾正）が安中に赴いて聖書の講義を行った。
翌1878年（明治11年）2月から海老名は再度安中を訪れて伝道を行い、新島にも安中来訪を依頼した。3月30日夜に、湯浅治郎の私立図書館・便覧舎で男子16名、女子14名の30名が新島より洗礼を受け、安中教会が設立された。海老名が仮牧師になり、千木良昌庵、湯浅治郎、森本成徳の3人が初代執事になった。安中教会は群馬県最初の伝道の拠点となった。
7月に海老名は安中を離れるが、同年9月にD・C・グリーンが安中を訪れ14名に洗礼式を行っている。
安中教会は最初から自給教会として出発した。それは、湯浅の献金が重要な支柱になっていた。1879年（明治12年）6月に同志社英学校を卒業した海老名は、12月7日に按手礼を受け正式に安中教会の牧師に就任した。海老名を支えたのは湯浅の財力であった。1880年（明治13年）頃から、湯浅らの平信徒伝道により伝道が拡大した。その結果、安中教会は1882年（明治15年）以降は士族に代わって、豪農富商によって担われていくようになる。
1884年（明治17年）1月には同志社を退学して、小学校校長をしていた柏木義円が海老名より洗礼を受ける。柏木は同志社に復学し新島に薫陶を受ける。
1885年（明治18年）4月、海老名は前橋教会を設立し移り、杉田潮（元良勇次郎の兄）が後任となった。
1886年（明治19年）、安中教会から原市教会が分離。ここで受洗した碓氷郡坂本宿の永井延次郎が後（明治36年）に日曜学校を開校。
1897年（明治30年）に同志社の教師を辞職した柏木が湯浅治郎の推薦によって仮牧師に就任する。柏木は1898年（明治31年）より『上毛教界月報』を創刊し、安中教会の牧師を務めながら1935年（昭和10年）に引退するまで、足尾鉱毒事件、廃娼運動、未解放部落問題、朝鮮人虐殺問題など地域伝道と政治・社会批判運動を活発に展開した。この活動を支えたのも湯浅であった。
柏木義円の退任後は義円の五男・貫吾が牧師となったが、貫吾は1939年（昭和14年）に満洲・四平街教会に旅立ち、後任には宇都宮教会牧師だった江川栄が就いた。1947年（昭和22年）2月、新島学園中学校が設立されると江川は校長事務取扱となった。

## 建築

### 登録有形文化財
- 教会堂（新島襄記念会堂） - 新島襄の召天30周年を記念して古橋柳太郎の設計により1919年に完成。東正面のロマネスク様式の会堂で大谷石による石造。東南の隅に角形の鐘塔を建て、外壁には控壁を付けている。内部は単廊で天井は板張り中央部分をヴォールト風の半円形にして三廊式の扱いにしている。両脇にはコンポジット式の茨城産の大理石製円柱が建つ[12][13]。白百合と十字架が描かれたステンドグラスの制作者は小川三知である[14][15]。現在は銅板葺だが当初はスレート葺[14]。建築費は19,856円48銭[14]。2004年11月に登録有形文化財に登録された[16]。

- 温古亭 - 2004年11月登録[16]。

- 義円亭 - 2004年11月登録[16]。

- 牧師館（旧宣教師館） - 2004年11月登録[16]。

## 関連文献
- 松井七郎『安中教会初期農村信徒の生活 – 松井十蔵・たくの伝記』(第三書館 1981)